# Zeire Zion
Die Zeʿire Zion (hebräisch צְעִירֵי צִיּוֹן Zəʿīrej Zijjōn, deutsch ‚Junge [Leute] Zions‘; sinngemäß „Jugend von Zion“) waren eine sozialistische zionistische Jugendorganisation in Osteuropa und Palästina in der ersten Hälfte des 20. Jahrhunderts.

## Geschichte
Die ersten zionistischen Jugendorganisationen entstanden in Osteuropa im späten 19. Jahrhundert. Zwischen 1898 und 1900 entstand die erste Gruppe mit dem Namen Zeʿire Zion in Bessarabien im Russischen Kaiserreich. 1903 wurden die Zeʿire Zion offiziell gegründet und breiteten sich in ganz Russland aus. Weitere Gruppen entstanden in Rumänien, Galizien und Kongresspolen. 1917 hatten die Zeʿire Zion etwa 40.000 Mitglieder.
Während der zweiten Alija wanderten Mitglieder der Zeʿire Zion nach Israel ein und gehörten 1905 zu den Gründern der Partei Ha-Poʿel ha-Zaʿir. Andere Mitglieder schufen mit der dritten Alija die Organisation He-Chaluz. Darunter befanden sich viele führende Politiker, die das politische Leben des unabhängigen Staates Israel in den ersten Jahrzehnten nach Staatsgründung entscheidend geprägt haben.
1919 entstand in Palästina die Partei Achdut haAvodah aus dem Zusammenschluss der beiden linken Gruppierungen Poʿale Zion und Zeʿire Zion. 1920 wurden die Zeʿire Zion auch in Nordamerika gegründet. Am 29. Februar 1921 wurde die Ortsgruppe in Köln gebildet. 1921 entstand der „zionistische sozialistische Weltverband der Zeʿire Zion“, nachdem wegen der Vereinigung mit der Ha-Poʿel–ha-Zaʿir–Bewegung zur Hit'achduth Gruppen aus dem sozialistischen Flügel der Zeʿire-Zion-Bewegung ausgetreten waren.

## Inhaltliche Ausrichtung
Laut Elkana Mergalith wollten die Mitglieder, hauptsächlich Mittelschüler, ihre „Kenntnisse über das Judentum erweitern“ und „waren von jüdischem nationalen Geist erfüllt und knüpften an die Ziele der Aufklärungsbewegung an, bemerkenswert war ihr Hang zum Studium und dem überlieferten kasuistischen Denksystem sowie der Eifer für abstrakte logische Konstruktionen, die die Talmudlehrhäuser auszeichneten.“ Die Zeʿire Zion waren in den Lehren des Zionismus, jüdischer Geschichte und sozialistischem Denken verwurzelt. Die Mitglieder studierten Hebräisch und Arabisch und andere Fertigkeiten, um sich später erfolgreich in Palästina niederlassen zu können.